# Konstancin-Jeziorna (plaats)
Konstancin-Jeziorna is een stad in het Poolse woiwodschap Mazovië, gelegen in de powiat Piaseczyński. De oppervlakte bedraagt 17,1 km², het inwonertal 23 694 (2006).
Konstancin-Jeziorna bestaat nog niet lang: in 1897 werd aan de oever van de rivier de Jeziorna rond een koolzuurhoudende bron een Engels landschapspark aangelegd, met daarbij een casino en enkele pensions. Deze plaats die eerst bekendstond onder de naam Konstancya groeide in de twintigste eeuw uit tot een middelgrote plaats.

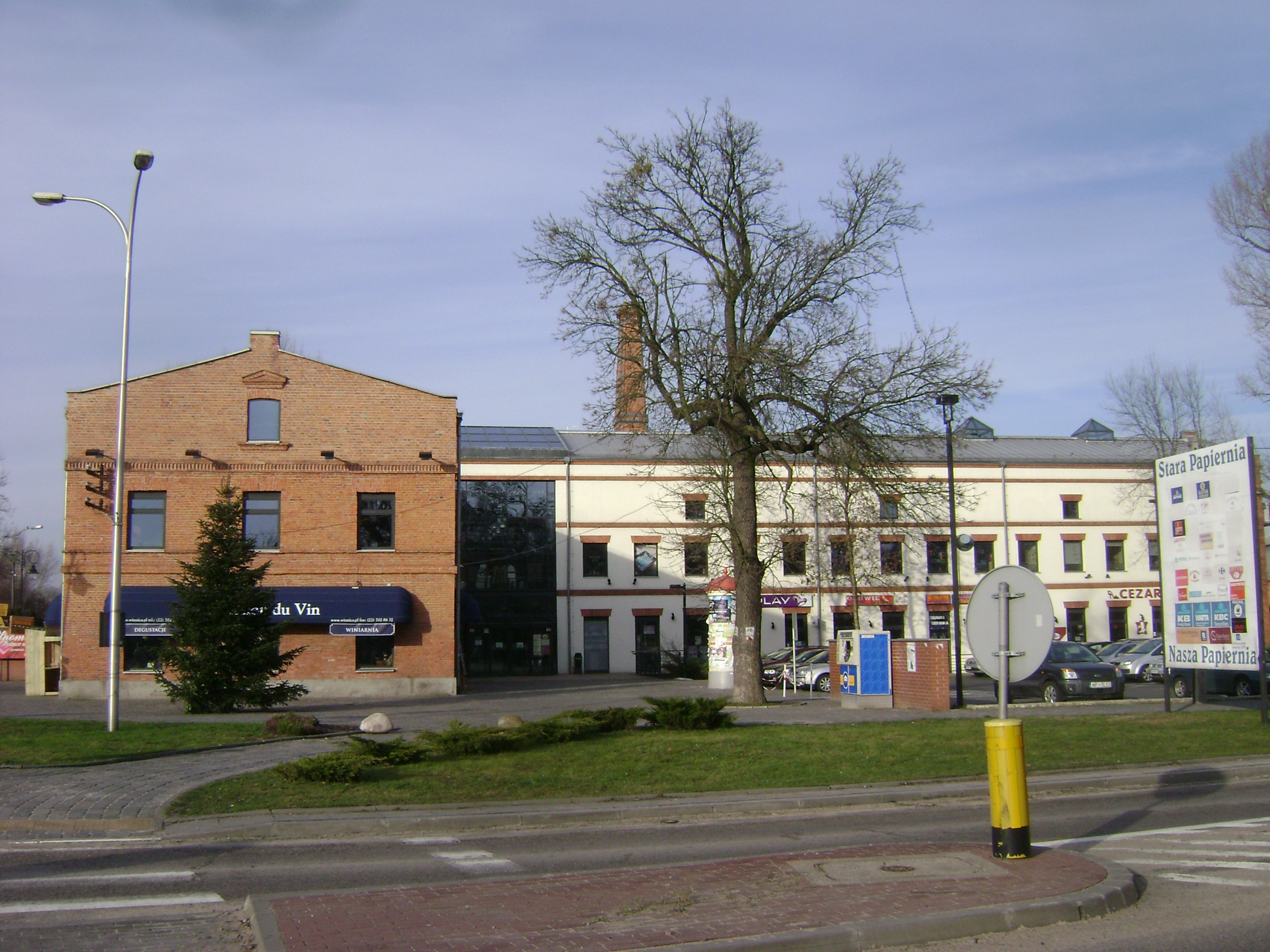
Winkelcentrum

## Verkeer en vervoer
- Station Jeziorna
- Station Klarysew
- Station Konstancin
- Station Rozjazd Oborski

## Partnersteden
- Hranice (Tsjechië)
- Saint-Germain-en-Laye (Frankrijk)
- Pisogne (Italië)
- Kremenets (Oekraïne)
- Naujoji Vilnia, Vilnius (Litouwen)
- Denzlingen (Duitsland)